# Aristeguietia discolor
Espèce
Synonymes
- Eupatorium discolor DC.[2] [1]

Statut de conservation UICN

 NT  : Quasi menacé
Aristeguietia discolor est une espèce de plantes à fleurs de la famille des Asteraceae trouvée seulement au Pérou.

## Publication originale
- Phytologia 30: 220. 1975.